# Chase YCG-14
O Chase CG-14, também conhecido como G-14 ou Model MS.1, foi um planador de assalto fabricado pela Chase Aircraft para as Forças Aéreas do Exército dos Estados Unidos  durante a Segunda Guerra Mundial. A aeronave não saiu do estágio de segundo protótipo, sendo substituído por projetos de planadores maiores e melhores.

## Projeto e desenvolvimento

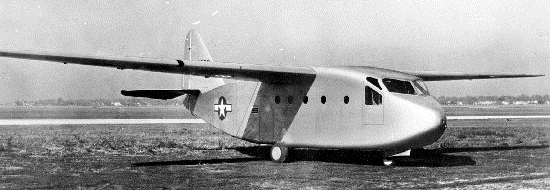
Protótipo do planador Chase XCG-18A

A primeira aeronave a ser desenvolvida pela Chase após sua fundação em 1943, o CG-14 foi desenvolvido em preferência ao Laister-Kauffman CG-10. Construído de mogno de qualidade marítima, pelo fato dos espruces estarem sendo usados em projetos de maior prioridade durante a guerra, o XG-14 tinha uma proteção contra que se comparado aos planadores anteriores.

## Histórico operacional
O XCG-14 fez seu voo inaugural em 4 de Janeiro de 1945, e após testes bem-sucedidos da aeronave foi desenvolvido em duas versões melhoradas, o XCG-14A de metal e madeira e a versão maior YCG-14A.
O CG-14 foi um dos poucos projetos de planador a ser continuado após o fim da guerra; entretanto, foi rapidamente substituído por outras aeronaves melhores, como o XCG-18.

## Variantes
Chase MS.1
Designação da companhia para o XCG-14
XCG-14
Primeiro protótipo, construído de madeira. 16 assentos.
XCG-14A
Versão de madeira e metal do XCG-14. 24 assentos.
YCG-14A/YG-14A
Protótipo de produção do XCG-14A, substituído pelo XCG-14B.
Chase MS.7
Designação da companhia para o XCG-14B
XCG-14B/XG-14B
Versão maior e melhorada, redesignada XCG-18, 2 construídos.